# 용기와 구원
용기와 구원(Courageous)은 미국에서 제작된 알렉스 켄드릭 감독의 2011년 드라마, 가족 영화이다. 알렉스 켄드릭 등이 주연으로 출연하였고 스티븐 켄드릭 등이 제작에 참여하였다.

## 출연

### 주연
- 알렉스 켄드릭
- 켄 비벨
- 케빈 다운즈

### 조연
- 벤 데이비스
- T.C. 스탤링스
- 제사 듀가
- 로버트 아마야

## 제작진
- 라인프로듀서: 저스틴 톨리
- 미술: 데리언 콜리
- 분장부문: 에린 비데아
- 분장부문: 커리 부쉬넬
- 프로덕션매니저: 빌 울큰